# Laueíta
La laueíta es un mineral de la clase de los minerales fosfatos, y dentro de esta pertenece al llamado "grupo de la laueíta". Fue descubierta en 1954 en la localidad de Hagendorf, en el estado de Baviera (Alemania), siendo nombrada en honor de Max von Laue, célebre físico alemán.

## Características químicas
Es un fosfato simple de hierro y manganeso, hidroxilado e hidratado. El grupo de la alueíta es el de todos los fosfatos y arsenatos triclínicos. Estructuralmente es un polimorfo de los minerales pseudolaueíta y stewartita.

## Formación y yacimientos
Es un mineral secundario que se forma en las etapas hidrotermales tardías relacionadas con pegmatitas graníticas que tienen trifilita oxidada.
Suele encontrarse asociado a otros minerales como: rockbridgeíta, strunzita, stewartita, pseudolaueíta, siderita o ludlamita.